# Niceto Solá y Freixas
Niceto Solá y Freixas fue un periodista español del siglo XIX, emigrado a la isla de Cuba.

## Biografía
Habría nacido en 1830 en la localidad catalana de Villafranca. Emigró de la península ibérica a Cuba, donde fue propagandista republicano y fundó los periódicos Diario de Avisos (1865), La Democracia (1868), El Fígaro y La Gorda (1869), La Voz de España (1870), El Tribuno Español y El Gorro Frigio (1873) y posteriormente La Democracia Histórica, La Suspicacia Histórica, La Igualdad y El Bu. En 1873 fue miembro de la directiva del partido republicano, y después vicepresidente. Estuvo casado con Adelaida Pujol y Fernández, fallecida en 1897.